# Palazzo Giovanni Garibaldi
Il palazzo Giovanni Garibaldi è un edificio storico italiano, sito in vico Carmagnola 7, nel centro storico di Genova. È uno dei Palazzi dei Rolli che furono designati, al tempo della Repubblica di Genova, a ospitare gli ospiti di alto rango durante le visite di stato per conto del governo genovese.
Oltre all'edificio, anche il portale d'ingresso riveste particolare interesse storico.

## Storia e descrizione
Costruito tra il 1651 e il 1654 su fedecommesso di Giovanni Garibaldi, il palazzo è contiguo alla piazza omonima (antica piazza dei Piccapietra).
Frutto di un'imponente operazione immobiliare, iniziata nel 1635, sul sito di diverse proprietà in rovina, tra cui una domus magna degli Spinola e dei Doria, l'edificio assunse un ruolo strategico come collegamento tra la contrada dei Doria e il nuovo palazzo dei Pallavicini.
L'ingresso originario presso l'archivolto conduce in un atrio con cortile attorno a cui si svolge uno scalone a colonne, da cui un tempo era possibile accedere all'appartamento nobile attraverso loggiati aperti sul vasto terrazzo, ricavato dalla copertura di mezzani da reddito, che nella densità edilizia dei vicoli supplisce al giardino.
La collocazione marginale del cortile, databile agli anni settanta del XVI secolo, mostrava ancora una volta come la posizione centrale dello scalone non fosse indispensabile per rendere prestigiosa l'accoglienza di ospiti illustri nell'appartamento nobile.
Il nuovo ingresso su vico Carmagnola è frutto dell'accorpamento moderno con una vicina casa Pallavicini, di cui è rimasto il portale cinquecentesco. L'entrata del palazzo Guarnieri è così rivolta verso l'ottocentesca via Carlo Felice (poi via XXV Aprile).
Annoverato alla fine del XIX secolo tra le proprietà Gavotti, il palazzo venne suddiviso in appartamenti dalle ricostruzioni del dopoguerra.

## Galleria d'immagini

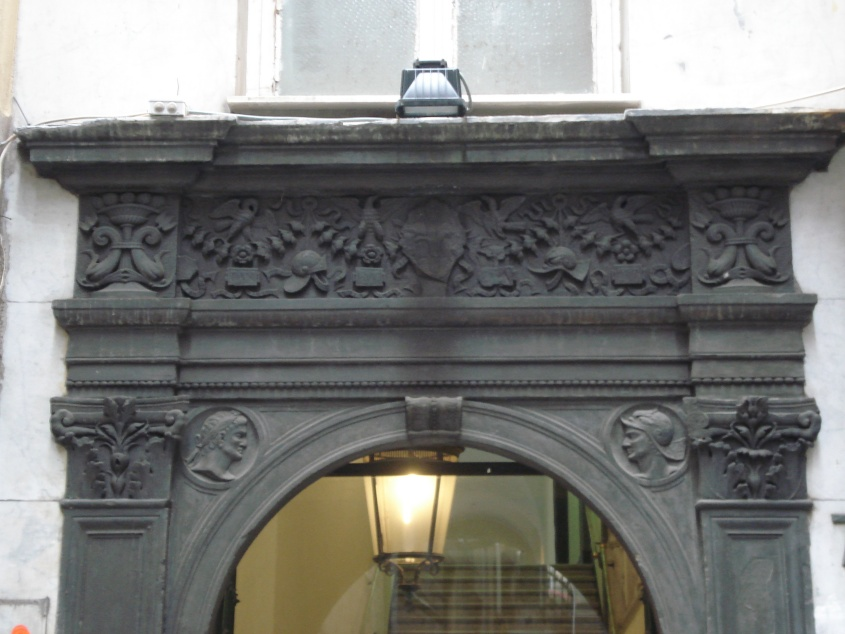
Particolare del portale